# Station Mirsk Wąskotorowy
Station Mirsk Wąskotorowy is een spoorwegstation in de Poolse plaats Mirsk.